# بيتر أ. كوهن
بيتر أ. كوهن (بالإنجليزية: Peter A. Cohen)‏ هو مصرفي أمريكي، ولد في 20 أغسطس 1946، وتوفي في 13 أغسطس 2019.

## وصلات خارجية
- بيتر أ. كوهن على موقع إن إن دي بي (الإنجليزية)